# Calicha
Calicha là một chi bướm đêm thuộc họ Geometridae.

## Các loài
- Calicha nooraria (Bremer, 1864)
- Calicha ornataria (Leech, 1897)